# Tione degli Abruzzi
Tione degli Abruzzi é uma comuna italiana da região dos Abruzos, província de Áquila, com cerca de 380 habitantes. Estende-se por uma área de 40 km², tendo uma densidade populacional de 10 hab/km². Faz fronteira com Acciano, Caporciano, Fontecchio, Rocca di Mezzo, Secinaro.

## Demografia
| Variação demográfica do município entre 1861 e 2011                               |
|                                                                                   |
| Fonte: Istituto Nazionale di Statistica (ISTAT) - Elaboração gráfica da Wikipedia |